# Ondermaatse leveringsminuten
Ondermaatse  leveringsminuten (OLM) is een Nederlands begrip uit de drinkwatersector. Het geeft het aantal minuten weer dat de levering van drinkwater is onderbroken of wanneer de druk lager is dan 50 kilopascal (kPa) ten opzichte van het maaiveld. Er bestaat een onderscheid tussen geplande OLM (als gevolg van onderhoudswerkzaamheden) en ongeplande OLM (als gevolg van storingen of calamiteiten).